# Curzio Origo
Curzio Origo (né le 13 mars 1663 à Rome, alors la capitale des États pontificaux et mort le 18 mars 1737 dans la même ville) est un cardinal italien du XVIIIe siècle.

## Biographie
Curzio Origo exerce diverses fonctions au sein de la Curie romaine, notamment au tribunal suprême de la Signature apostolique, à la Chambre apostolique et comme chanoine de la basilique Saint-Pierre.
Le pape Clément XI le crée cardinal in pectore lors du consistoire du 18 mai 1712. Sa création est publiée le 26 septembre 1712. Il est légat apostolique à Bologne de  1717 à 1723, puis préfet de la'Congrégation du Concile et secrétaire de la Congrégation de l'Inquisition.
Le cardinal Origo participe au conclave de 1721, lors duquel Innocent XIII est élu pape, et à ceux de 1724 (élection de Benoît XIII) et de 1730 (élection de Clément XII).

## Sources
- Fiche du cardinal